# 芦穂橋
芦穂橋（あしほばし）は、横浜市鶴見区平安町と同区鶴見中央を結ぶ、鶴見川にかかる橋である。

## 概要
1988年6月に芦穂橋は富士見鶴見駅線を構成する橋として竣工した。富士見鶴見駅線とは川崎市川崎区富士見から横浜市鶴見区の鶴見駅を結ぶ路線として都市計画決定している。同線は未開通の区間がある。

## 周辺
- リコパ鶴見
- 横浜市鶴見区役所
- 横浜市消防局鶴見消防署

### 近隣の橋
- 鶴見橋（国道15号)
- 潮鶴橋